# Lithodusa daghestanica
Lithodusa daghestanica är en insektsart som beskrevs av Bei-bienko 1951. Lithodusa daghestanica ingår i släktet Lithodusa och familjen vårtbitare. Inga underarter finns listade i Catalogue of Life.